# Szełangier (osiedle)
Szełangier (ros. Шелангер) – osiedle w Rosji, w Mari El, w rejonie zwienigowskim. W 2010 liczyło 2293 mieszkańców.